# Phacellodomus striaticeps
El espinero andino (Phacellodomus striaticeps), también denominado espinero de frente estriada (en Argentina y Bolivia) o espinero de frente rayada (en Perú), es una especie de ave paseriforme de la familia Furnariidae. Es nativa de la región andina del oeste de América del Sur.

## Distribución y hábitat
Se distribuye a lo largo de los Andes, desde el sur de Perú, hacia el sur, por el oeste de Bolivia, hasta el noroeste de Argentina.
Esta especie es considerada localmente bastante común en sus hábitats naturales: los matorrales de montaña y áreas cultivadas, generalmente donde prevalecen los cactus, principalmente entre los 2800 y 4200 m de altitud.

## Sistemática

### Descripción original
La especie P. striaticeps fue descrita por primera vez por los naturalistas franceses Alcide d'Orbigny y Frédéric de Lafresnaye en 1838 bajo nombre científico de Anumbius striaticeps; la localidad tipo es: «Sicasica, La Paz, Bolivia».

### Etimología
El nombre genérico masculino «Phacellodomus» deriva del griego «phakellos»: amontonado de palitos, y «domos»: casa; en referencia al típico nido de estas especies; y el nombre de la especie «striaticeps», se compone de las palabras del latín «striatus»: estriado, y «ceps»: de gorra, significando «de cabeza estriada».

### Taxonomía
Es hermana de Phacellodomus sibilatrix, con base en estudios filogenéticos. La notable semejanza del plumaje con Asthenes dorbignyi se presume sea debida a convergencia. La descripción de la subespecie más oscura griseipectus desde Cuzco (Perú) se aplica a especímenes de cerca de la ciudad de La Paz (Bolivia), no lejos de la localidad tipo de la nominal; adicionalmente, las poblaciones de Puno aparentemente difieren de las de Apurímac y Cuzco; son necesarios más estudios, particularmente el examen de los tipos.

### Subespecies
Según las clasificaciones del Congreso Ornitológico Internacional (IOC) y Clements Checklist v.2018, se reconocen dos subespecies, con su correspondiente distribución geográfica:
- Phacellodomus striaticeps griseipectus Chapman, 1919 – valles andinos secos del sur de Perú (Apurímac, Cuzco, Puno).
- Phacellodomus striaticeps striaticeps (d'orbigny & Lafresnaye, 1838) – Andes de Bolivia (al sur desde La Paz) y noroeste de Argentina (al sur hasta Catamarca y Tucumán).